# Le Cavalier masqué
Pour plus de détails, voir Fiche technique et Distribution.
Le Cavalier masqué (The Lady and the Highwayman) est un téléfilm britannique réalisé par John Hough, sorti en 1989.

## Synopsis
Pendant la Première Révolution anglaise, en 1649, Charles II et ses Cavaliers tentent de reprendre le pouvoir à l'infâme Cromwell. Au cours d'une expédition de reconnaissance en Angleterre, alors qu'il est pris en chasse par un parti de têtes rondes, il confie sa bague à Lucius Vyne afin qu'il puisse se faire reconnaître s'il a besoin d'aide, puis ils échangent de chapeau pour égarer leurs poursuivants. Charles et le cousin de Lucius, le duc Lord Richard Vyne, prennent le bateau pour la France et Lucius Wyne perd les têtes rondes dans une carrière au pied d'une falaise de craie.
Lady Panthea Vyne, la sœur de Lord Richard Vyne, est contrainte d'épouser le vieux percepteur Drysdale afin qu'il sauve la tête de son frère, capturé. À la sortie de l'église, Drysdale est interrompu dans sa tentative de viol de Lady Panthea par un cavalier masqué, Lord Lucius Vyne, qui va sous le sobriquet de Silver Blade. Silver Blade apprend à Lady Panthea que le duc son frère a été exécuté deux semaines auparavant, puis il tue Drysdale en duel et la ramène chez elle à Manston Hall.
Quatre ans plus tard, Lady Panthea est convaincue par sa tante, Lady Emma Darlington, de quitter sa maison vide et de la rejoindre à la cour de Charles II, qui a reconquis le trône. Là, le roi propose à Lady Panthea de devenir Lady of the Bedchamber, ce qui rend Lady Barbara Castlemaine, maîtresse royale, particulièrement jalouse.
Le cousin Rudolf Vyne intrigue pour hériter du titre de duc de Manston de feu Richard Vyne, le plus proche héritier, Lucius Vyne, est devenu bandit de grand chemin et probablement mort. Lady Panthea apprend de sa femme de chambre que Lucius a pris le surnom de Silver Blade et qu'il est vivant. Lucius, quant à lui, au lieu de faire valoir ses droits au titre, combat les vrais ennemis du roi, tel Robin des Bois. Panthea, qui l'aime depuis qu'il l'a sauvée, apprend qu'un piège est tendu pour le capturer la nuit suivante. Elle court le sauver et lui déclare son amour.
Cependant, l'ancien cocher de Drysdale révèle à Lady Castlemaine ce qu'il sait et elle le paye pour accuser Lady Panthea de meurtre après que le roi est parti pour la France. Lady Panthea est arrêtée, jugée et condamnée à la décollation. À ce moment, Silver Blade entre dans le tribunal et enlève Lady Panthea, mais ils sont arrêtés dans la cour. Rudolf se saisit de la bague que Silver Blade tente de faire parvenir au roi et le démasque.
Lady Panthea et Lord Lucius sont détenus et doivent être exécutés au même moment, respectivement par décapitation et par pendaison. La veille de l'exécution, Lord Lucius s'évade ainsi que ses compagnons. Rudolf Vyne réclame le titre de duc de Manston au roi, qui est de retour, mais ce dernier aperçoit la bague qu'il avait donnée à Lucius au doigt de Rudolf et comprend. Lucius sauve Panthea in extremis et engage un combat inégal avec les gardes. Finalement le roi arrive et Lucius épouse Panthea.

## Fiche technique
- Titre : Le Cavalier masqué
- Titre original : The Lady and the Highwayman
- Réalisation : John Hough
- Scénario : Terence Feely, d'après le roman de Barbara Cartland de 1952 Le Cavalier masqué (Cupid Rides Pillion)
- Production : Albert Fennell, Lew Grade, John Hough, Peter Manley
- Musique : Laurie Johnson
- Photographie : Terry Cole
- Montage : Peter Weatherley
- Décors : Harry Cordwell
- Costumes : Joan Ellacott
- Pays d'origine : Royaume-Uni
- Format : Couleurs - 1,33:1 - Mono
- Genre : Aventure, cape et épée, romance, mélodrame
- Durée : 90 minutes
- Date de diffusion :  22 janvier 1989

## Distribution
- Hugh Grant : Lord Lucius Vyne / Silver Blade
- Lysette Anthony : Lady Panthea Vyne
- Emma Samms : Barbara Castlemaine
- Oliver Reed : Sir Phillip Gage
- Claire Bloom : Lady Emma Darlington
- Christopher Cazenove : Rudolph Vyne
- Michael York : Charles II d'Angleterre
- John Mills : Sir Lawrence Dobson
- Ian Bannen : Christian Drysdale
- Robert Morley : Lord Chancellor
- Bernard Miles  : Juge
- Gordon Jackson : Harry
- Gareth Hunt : Cocher / Sgt. Potter
- Steffanie Pitt : Martha
- Floyd Bevan : Jack
- Wayne Michaels : Rory
- Lamya Derval : La Reine Catherine de Bragance
- Forbes Collins : Krull, le geôlier
- Elizabeth Fraser : Flossie
- James Booth : Millionaire
- Tommy Duggan : Kindly Gaoler
- John Baskcomb : Archevêque
- Greg Powell : Officier tête ronde
- Preston Lockwood : Vicar
- Stephan Chase : Lord Evesham
- Julia Verdin : Lady Caroline
- Lea Rochelle : Lady Anne
- Dorothy Lawrence : Lady Henrietta
- Jennifer Croxton : Lady Sarah
- Tricia Ford : Pauvre femme
- Roy Boyd : Sir John
- Kenneth Gilbert : Lord Henry
- Jeffery Dench : Magistrat
- Christopher Robbie : Prêtre
- Terence Plummer : Bourreau de la tour de Londres
- Adam Whyte : Richard Vyne

## Production

### Inspirations
La Lady Castlemaine du téléfilm, dont la vendetta contre Lady Panthea Vyne occupe l'essentiel de l'intrigue, est directement inspirée de Barbara Palmer, duchesse de Cleveland, épouse du 1er comte de Castelmaine et maîtresse du roi Charles II d'Angleterre, avec qui elle a eu plusieurs bâtards parmi les descendants desquels on trouve la princesse de Galles Diana Spencer ou le premier ministre de 1955 à 1957 Anthony Eden.

### Lieux de tournage
Le téléfilm a été tourné en Angleterre :
- Dorney Court, Dorney, Buckinghamshire
- Château de Douvres, Douvres, Kent
- Haddon Hall, Bakewell, Derbyshire
- Harlaxton Manor, Harlaxton, Lincolnshire (propriété de Lady Darlington)